# Фарбування за Цілем — Нільсеном

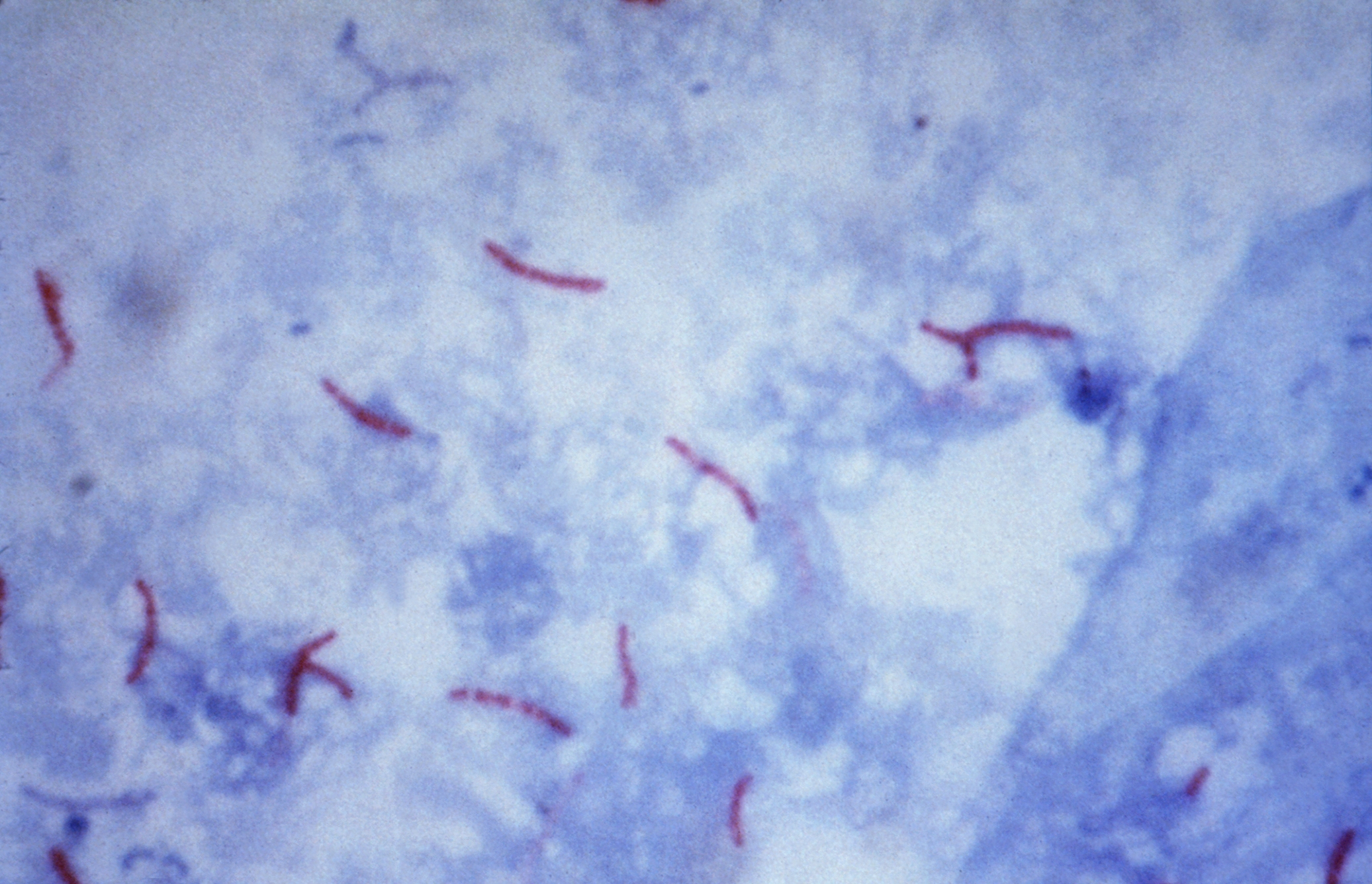
Mycobacterium tuberculosis (червона)

Фарбування за Цілем — Нільсеном — метод забарвлення мікроорганізмів для виявлення кислотостійких мікобактерій (збудників туберкульозу, мікобактеріозів, лепри), актиноміцетів та інших кислотостійких мікроорганізмів. Кислотостійкість мікроорганізмів обумовлена наявністю в їх клітинах ліпідів, воску і оксикислот. Такі мікроорганізми погано фарбуються розведеними розчинами барвників. Для полегшення проникнення барвника в клітини мікроорганізмів нанесений на препарат карболовий фуксин Ціля підігрівають над полум'ям пальника (спиртівки). Пофарбовані мікроорганізми не знебарвлюються слабкими розчинами мінеральних кислот і спирту.
Метод названий іменами німецьких медиків — мікробіолога Франца Циля (1857—1926) і патологоанатома Фрідріха Нільсена  (1854—1898), які розробили його в 1882—1883 роках.

## Реактиви
1. спирт етиловий 96 — марки ВП-2, ТУ 6-09-4512-77;
2. кислота соляна концентрована, ГОСТ 3118-77;
3. кислота сірчана концентрована, ГОСТ 4204-77;
4. фенол кристалічний (карболова кислота), ГОСТ 6417-72;
5. фуксин основний, ТУ 6-09-3804-82;
6. метиленовий синій хлорид, ТУ 6-09-945-75;
7. гліцерин, ЧДА, ГОСТ 6259-75;
8. вода дистильована, ГОСТ 6709-72.

## Методика
Готують тонкий мазок на предметному склі, далі висушують його при кімнатній температурі та фіксують над полум'ям спиртівки. На фіксований препарат кладуть смужку фільтрувального паперу, яку заливають карболовим фуксином Циля. Мазок нагрівають над полум'ям до появи пари (2–3 рази). Надалі знімають фільтрувальний папір, препарат промивають дистильованою водою, опускають у розчин солянокислого спирту, або 5%-й розчин сірчаної кислоти на 3 хвилини. При цьому всі бактерії і морфологічні елементи харкотиння, крім кіслотостійких бактерій, знебарвлюються. Після цього препарат ретельно промивають водою і забарвлюють 0,5–1%-м розчином метиленового синього протягом 1–2 хвилин. Далі препарат промивають водою, висушують на повітрі. Забарвлені препарати мікроскопують за імерсійною системою.

## Результати
Кислотостійкі бактерії забарвлюються у червоний, а навколишній фон і некислотостійкі бактерії — у синій колір. Для виявлення бактеріоскопічним методом кислотостійких бактерій у препараті необхідно, щоб у 1 мл досліджуваного секрету містилося не менше 100 000 мікробних тіл. При меншій кількості бактерій дослідження може дати неправдивий негативний результат. Для збільшення кількості бактерій в одиниці досліджуваного об'єму секрету попередньо використовують методи флотації й седиментації.